# Fereshteh Hosseini

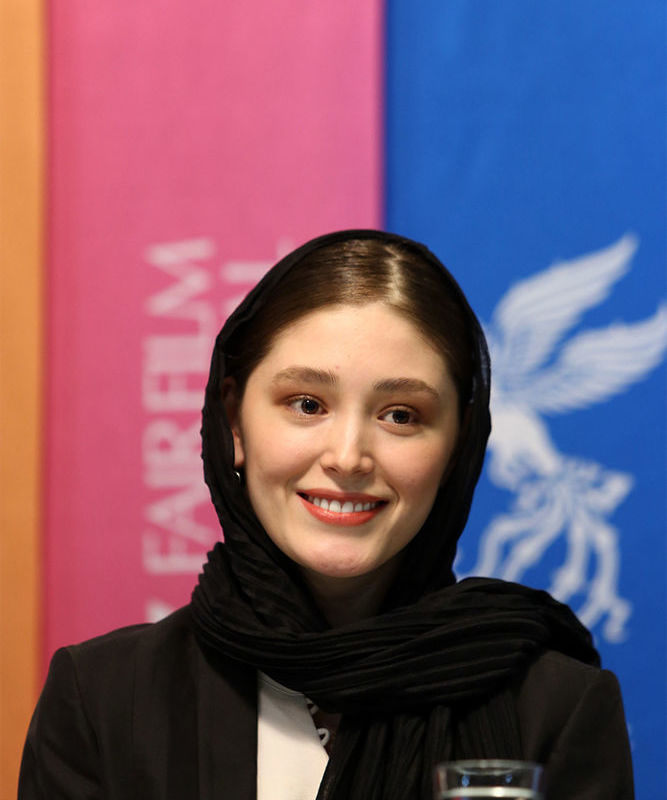
Fereshteh Hosseini, 2019

Fereshteh Hosseini (persisch فرشته حسینی; * 26. April 1997 in Teheran) ist eine iranische Schauspielerin afghanischer Abstammung.

## Leben und Karriere
Hosssini wurde am 26. April 1997 in Tehran geboren. Sie studierte an der Islamische Azad-Universität. Ihr Debüt gab sie 2015 in I'm a Happy Actress. 2016 spielte sie in dem Film Parting mit. Außerdem bekam sie 2020 eine Rolle in The Frog. Juli 2021 heiratete Hosseini den iranischen Schauspieler Navid Mohammadzadeh. Außerdem bekam sie 2022 in dem Film Squad of Girls die Hauptrolle.

## Filmografie
Filme
- 2015: I'm a Happy Actress
- 2016: Parting
- 2018: Rona, Azim's Mother
- 2018: Indoctrination
- 2019: Yalda, a Night for Forgiveness
- 2019: Tsunami
- 2019: Seven and a Half
- 2022: Squad of Girls
- 2022: Timeless

Serien
- 2020–2021: The Frog

## Theater
- Violence against women
- My cinemas
- The little prince
- Small black fish
- I Am an Emotional Creature: The Secret Life of Girls Around the World
- A Memory, a Monologue, a Rant, and a Prayer
- I'm a salvador[3]

## Auszeichnungen

### Gewonnen
- 2016: Marrakech International Film Festival in der Kategorie „Beste Schauspielerin“

### Nominiert
- 2018: Iran Cinema Celebration in der Kategorie „Beste Schauspielerin in einer Hauptrolle“[4]
- 2021: Hafez Awards in der Kategorie „Beste Schauspielerin in einer Serie“[5]